# 第6モンテッソーリ・スクール・アンネ・フランク
第6モンテッソーリ・スクール・アンネ・フランク（オランダ語: 6e Montessorischool Anne Frank）は、アムステルダムのリヴィーレンブールトにある公的初等教育機関で、1933年に第6モンテッソーリ・スクールとして設立された。第二次世界大戦が終わる1945年、この学校出身のアンネ・フランクの名が加えられた。ドイツの占領により、総勢151人のユダヤ人生徒は1941年に学校を去らなけらばならず、やがて81人の高学年生徒がドイツ軍キャンプで殺された。
1932年の幼稚園 De Blauwe Zeedistel は1985年に小学校と併合した。
アンネ・フランクが通った第6モンテッソーリ・スクールだけでなく、世界各地にアンネ・フランクの名が付けられた学校が200校以上存在し、オランダ、ドイツ、フランス、イタリアで特に多い。